# Experimento de Trouton y Rankine

En el experimento de Trouton y Rankine, se esperaba que los cambios de longitud debidos a la contracción de Lorentz y FitzGerald dieran como resultado cambios detectables en el voltaje medido mediante un puente de Wheatstone a medida que se gira el circuito

El experimento de Trouton y Rankine fue un ensayo diseñado para medir si la contracción de Lorentz y FitzGerald que experimenta un objeto en movimiento respecto al éter, produciría un efecto medible con respecto al estado en reposo absoluto del objeto, de modo que el éter actuaría como un sistema de referencia preferente. El experimento fue realizado por primera vez por Frederick Thomas Trouton y Alexander Oliver Rankine en 1908.
El resultado del experimento fue negativo, lo que concuerda con el principio de relatividad (y por lo tanto, también con la teoría de la relatividad especial), según el cual los observadores en reposo en un determinado sistema de referencia inercial no pueden medir su propio movimiento de traslación mediante instrumentos en reposo en el mismo sistema. En consecuencia, los observadores que se mueven con el objeto tampoco pueden medir la contracción de su longitud. Véase también pruebas de la relatividad especial.

## Descripción
El famoso experimento de Michelson y Morley de 1887 había demostrado que era necesario modificar la entonces aceptada teoría del éter. FitzGerald y Lorentz, independientemente uno del otro, propusieron una contracción longitudinal del aparato con el que se realizó el experimento en la dirección del movimiento (con respecto al éter), lo que explicaría el resultado casi nulo del experimento de Michelson y Morley. Los primeros intentos de medir algunas consecuencias de esta contracción en el marco del laboratorio (el sistema de referencia inercial de un observador en movimiento conjunto con el aparato experimental) se hicieron con los experimentos de Rayleigh y Brace (1902, 1904), aunque el resultado fue negativo. En 1908, sin embargo, las teorías entonces vigentes de la electrodinámica, del éter de Lorentz (ahora reemplazada) y de la relatividad especial (ahora generalmente aceptada, y que no requiere recurrir al éter como explicación), predijeron que la contracción de Lorentz y FitzGerald no se podía medir en un sistema de referencia que se moviera con el objeto, porque estas teorías estaban basadas en la transformación de Lorentz.
Frederick Thomas Trouton, (después de realizar el conocido como experimento de Trouton y Noble en 1903), hizo los cálculos utilizando su propia interpretación de la electrodinámica, calculando la contracción de la longitud de acuerdo con la velocidad del aparato experimental con respecto al éter, pero calculando la electrodinámica aplicando las ecuaciones de Maxwell y la ley de Ohm en el marco del laboratorio. Según la visión de Trouton sobre la electrodinámica, los cálculos predijeron un efecto medible de la contracción de la longitud en el marco del laboratorio. Junto con Alexander Oliver Rankine, se propuso verificar este supuesto en 1908, intentando medir variación de la resistencia de una bobina a medida que cambiaba su orientación con respecto a la velocidad del laboratorio a través del éter luminífero. Esto se hizo colocando cuatro bobinas idénticas en una configuración conocida como puente de Wheatstone, que les permitió medir con precisión cualquier cambio en la resistencia. Luego se hizo girar el circuito 90 grados alrededor de su eje mientras se medía de nuevo la resistencia. Debido a que la contracción de Lorentz-FitzGerald es solo en la dirección del movimiento, desde el punto de vista del "sistema de referencia del éter", la longitud de las bobinas dependía de su ángulo con respecto a su velocidad respecto al éter. Por lo tanto, Trouton y Rankine pensaron que la resistencia medida en el marco de reposo del experimento debería cambiar a medida que se hacía girar el dispositivo. Sin embargo, sus cuidadosas mediciones no mostraron cambios detectables en la resistencia.
Esto demostró que si la contracción de Lorentz-FitzGerald existía, no era medible en el sistema de referencia en reposo con respecto al objeto; y solo las teorías que contienen la transformación de Lorentz completa, como la teoría de la relatividad especial, siguen siendo válidas.